# Geestemünder Bank

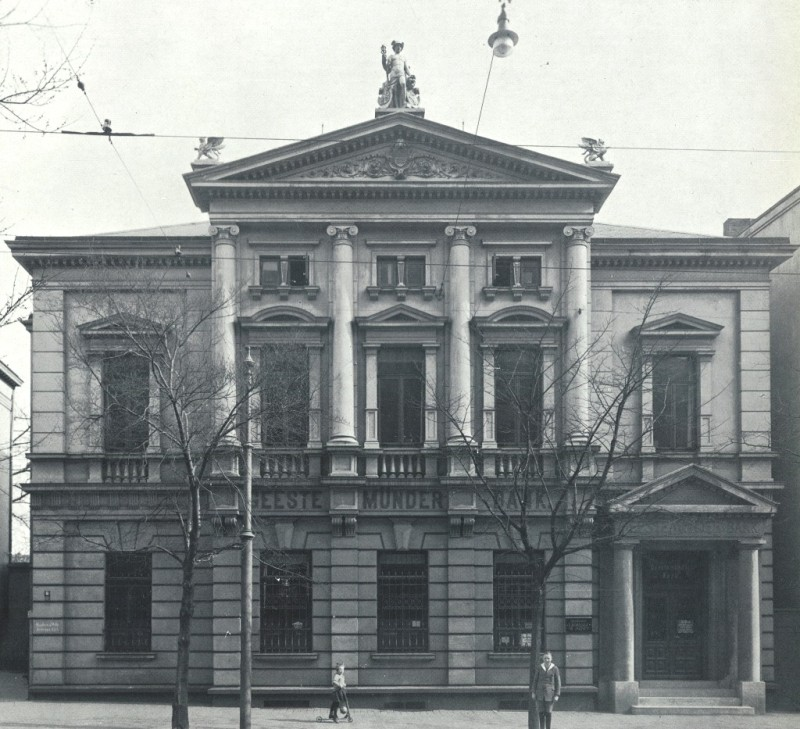
Geestemünder Bank, Borriestraße 8, Geestemünde (Bremerhaven), 1886

Die Geestemünder Bank wurde am 24. November 1871 in Geestemünde gegründet. Sie war die älteste Bremerhavener Bank und eine der ältesten Banken Norddeutschlands. Zu ihren wesentlichen Geschäftsfeldern zählten das klassische Kredit- und Einlagengeschäft, sowie die Beteiligung bei Gründungen von Hochseefischerei-, Kleinbahn- und Bankunternehmungen. Die Bank hatte ihren Hauptsitz und acht kleinere Zweigstellen in Bremerhaven und Umgebung.

## Geschichte
Einige Jahre nachdem Geestemünde 1866 Teil der preußischen Provinz Hannover wurde, gründete sich, zu Beginn des Aufschwungs der Gründerzeit und im gleichen Jahr wie die Deutsche Reichsgründung, die Geestemünder Bank am 24. November 1871. Die Bank in der Borriesstraße Nr. 8 wies ein vorgesehenes Grundkapital von 125.000 Talern auf und wurde drei Tage später ins Handelsregister eingetragen. Sie nahm am 2. Januar 1872 ihre Geschäftstätigkeit auf. Zum Vorsitzenden des Verwaltungsrates wurde der Reeder Rickmer Clasen Rickmers gewählt. Bald gehörte die Bank zu den wichtigsten Geldinstituten der Region. Ihre Filiale, die Bremerhavener Bank, wurde bereits 1872 in Bremerhaven eröffnet. Nach dem Deutsch-Französischen Krieg (1870/71) gedieh die Wirtschaft wieder, stimuliert durch den zunehmenden Überseehandel, die Schifffahrt und den Holzhandel in der Region. Die Städte Bremerhaven und Geestemünde wuchsen.
Das erste Geschäftsjahr verlief mit einem Gewinn von 30.600 Mark und einer Bilanzsumme in Höhe von 1,7 Millionen Mark ebenso erfolgreich wie die darauffolgenden Jahre und Jahrzehnte, in denen u. a. der neue Holzhafen eröffnet und Gas- und Wasserwerk gebaut wurden. Es ging stetig aufwärts in dieser Zeit. Zum 31. Dezember 1913 belief sich die Bilanzsumme bereits auf 13,6 Millionen Mark. Diese beachtenswerte wirtschaftliche Entwicklung war ein Spiegelbild der damaligen Zeit.
Die Jahre des Ersten Weltkrieges sowie der darauffolgenden Inflationszeit (1914–1923) hinterließen tiefe Spuren in Bremerhavens Wirtschaftsleben. Besonders die Bereiche Hochseefischerei und Werftindustrie erlitten Einbußen bis zu 60 %. Nach kurzer Blütezeit kam der „schwarze Freitag“ 1929 und eine der schlimmsten Weltwirtschaftskrisen, welche die Welt bis dahin erlebt hatte. Nach den Bombardements in den Kriegsjahren 1939–1945 konnte die Geestemünder Bank ihr 75. Firmenjubiläum im Jahr 1946 nur noch in den Trümmern Bremerhavens abhalten.

### Aktivitäten in der Nachkriegszeit
Die Bank hatte ihren Hauptsitz und acht kleinere Zweigstellen in Bremerhaven und Umgebung. In den Jahren des Wirtschaftswunders Deutschlands und zum 100. Firmenjubiläum, im Jahr 1971 waren die größten Wunden des Zweiten Weltkrieges geheilt. Der wirtschaftliche Erfolg der Geestemünder Bank spiegelte sich in den Bilanzen wider.
1986 übernahm die Vereins- und Westbank, Hamburg, fast 90 % des Aktienkapitals. Die Bilanzsumme betrug 1990/91 knapp 1 Mrd. DM. 1997 wurde das gesamte operative Bankgeschäft samt Mitarbeitern in das ebenfalls zur Vereins- und Westbank gehörende Bankhaus Neelmeyer, Bremen, integriert. Nicht mit übertragen wurden im Wesentlichen die Aktien sowie die Grundstücke und Gebäude. Zu den Direktoren und Aufsichtsräten der Bank gehörten u. a. Hans Kohnert, Aufsichtsratsmitglied (1941–1967; Vorsitzender: 1951–1967), Karl Bergh (Bankdirektor), Conrad Kirchmeyer (Aufsichtsrat) und Theodor Kistner (Aufsichtsrat).
Der Rückgabe der Erlaubnis zum Betreiben von Bankgeschäften folgte 1997 zunächst eine Umbenennung der Gesellschaft in Geestemünder Verwaltungs- und Grundstücks Aktiengesellschaft (GVG). Im Jahr 1999 erfolgte eine weitere Umfirmierung in Deutsche Real Estate AG. Nach Sitzverlegung von Bremerhaven nach Berlin im Jahr 2009 besteht die Gesellschaft unter diesem Namen noch heute (Stand 2024).